# 절상 (사람)
절상(折像, ? ~ ?)은 후한의 인물로, 자는 백식(伯式)이며 광한군 낙현(雒縣) 사람이다. 아버지 절국(折國)은 자산이 2억 전이나 되는 부호였다.

## 생애
어려서부터 마음씨가 어질어 벌레를 죽이지 않았고, 풀의 새싹도 함부로 꺾지 않았다. 《경씨역》에 통달하고 황로학을 좋아하였다.
아버지가 죽으니 가산을 주변 사람들에게 나누어 주었는데, 어떤 사람이 이를 말렸다.
| “ | 당신에게는 아들 셋과 딸 둘이 있고, 아직 어린 손주도 있습니다. 마땅히 재산을 불려 집안에 보태야 할 것인데, 어찌하여 스스로 고생하시려 합니까? | ” |

| “ | 예전에 자문이 "나는 재앙에게서 달아나는 것이지, 부귀를 피하는 것이 아니다"라고 했습니다. 저희 집안은 재물을 모은 지가 오래되어 죄 또한 가득 찼으니, 이는 도가에서 꺼리는 바입니다. 앞으로 집안이 쇠락할 것인데, 자식들은 재주도 없습니다. 어질지 못하면서 부귀한 것은 불행이라고 합니다. | ” |

학식 있는 사람들은 절상의 말에 탄복하였다.
절상은 자신이 죽을 날을 예견하여, 그 날에 빈객과 친족들을 불러모아 함께 먹고 마시고 죽었다. 향년 84세로, 집에 남은 재산이 없었다. 절상의 자손들은 그의 말대로 쇠락하였다.

## 출전
- 범엽, 《후한서》 권82상 방술열전 上